# Union sportive Tours rugby
Maillots
Actualités
L'Union sportive Tours rugby est un club français de rugby à XV situé à Tours, en Indre-et-Loire, et appartenant à la ligue régionale Centre-Val de Loire de rugby. Son équipe masculine joue en Fédérale 2.

## Histoire
Créée en 1898 par John Murray, étudiant anglais au lycée Descartes, l’Union sportive Tours rugby est l’un des plus anciens clubs de rugby français, créé en France après Le Havre (fondé lui en 1894, mais où la "Combination" - combinaison en français - forme de rugby/football hybride est pratiquée dès 1872 dans cette ville par des anglais y résidant), le Racing Club de France (1892), le Stade français Paris (1892) , le Stade bordelais (rugby à XV) (1889) ou le Sporting club universitaire de France rugby (SCUF) du très célèbre Charles Brennus (1895) mais avant La Rochelle (1898).
Les statuts sont officiellement déposés en préfecture en 1902.
En 1920, l’UST absorbe le Racing club de Tours.

### L'ascension vers la première division

#### Montée en honneur
En 1938, l’UST accède à la Division d’honneur, soit la deuxième division de l’époque.

#### Montée en première division puis déclin du club
Enfin en 1951, le club atteint le championnat de France de première division composée à l'époque de 48 clubs. Il redescend en 1954. Ce fut ensuite une période de vaches maigres qui voit le club redescendre au fin fond des séries régionales.

### Retour vers les sommets

#### Remontée en troisième division
La renaissance s’amorce en 1970 avec le retour en troisième division.

#### Remontée en première division
L'UST remonte ensuite en première division groupe B2, pour la saison 1993-94 après une belle victoire à Périgueux contre Coarraze-Nay pour le match de l'accession. Les hommes de la paire de demis Hinton-Garros écrasent les Béarnais sur un score sans appel. Un an après, le club redescend à la suite d'un point de règlement litigieux et un match de barrage perdu d'un point à Lormont contre Lannemezan (22-23).

#### Champion de France de deuxième division en 1997
Sous la présidence du docteur Leprince, une nouvelle stratégie sportive est mise en place, avec un fort rajeunissement de l'effectif et la confiance accordée aux joueurs du cru. Deux années assez décevantes malgré de bons résultats en poule. La nomination du duo d'entraîneurs Robert Bernos / Stéphan Garros, l'expérience du capitaine Hugues Lavollée et du combattant Castenet donnent un titre de champion de France de deuxième division en 1997 (face à l’USA Limoges), et la victoire en challenge de l'Amitié contre Ugine Albertville. 1997 est une année de référence du club pour ses résultats et l'éclosion en équipe première de jeunes formés au club, Guillemet, Labrande, Bracquier, Praud, Chabot, Wuseck, Fernandes, Chauveau ou encore Jean-Luc Smitch.
2000 : inauguration de l'Espace Tonnellé en présence du président de la Fédération française de rugby à XV, Bernard Lapasset.

### Montée en Pro D2 et nouveau déclin
En 2001 le club, entraîné par Jean Anturville, devient champion de France de Promotion nationale et accède à la Pro D2. Le club, renforcé par le deuxième ligne Arnaud Méla ne va connaître ce niveau qu'une seule saison, malgré une victoire 25 à 23 contre Brive dès la première journée ; il est relégué lors des arrêts de jeu contre le futur champion Mont-de-Marsan (défaite 34-31). Durant cette saison, les couleurs du club auront été portées par Frano Botica, ancien international néo-zélandais et joueur la saison précédente au Biarritz olympique.

#### L'UST en Fédérale 1
De 2002 à 2006, le club évolue en Fédérale 1, participant chaque saison aux playoffs : en 2003 éliminé en quart de finale (match de la montée) par l'US Oyonnax, en 2005 en huitième de finale contre l'Union athlétique gaillacoise. Mais lors de l'été 2006, le club est rétrogradé en Fédérale 2 pour raisons financières.
Au cours de cette tumultueuse histoire, une dizaine de joueurs du club auront connu la joie des différentes sélections nationales. Parmi eux, plus récemment, trois joueurs ont été sélectionnés en équipe de France amateurs : Alban Grotti, Vincent Violle et Laurent Tavard. Une section féminine a vu le jour en 1984. Le club bénéficie aussi de la création d'un pôle espoir en 2006.

#### Descente en Fédérale 3
Après une saison 2010-2011 marquée par une rétrogradation sportive et des problèmes financiers, l'UST passe la saison 2011-2012 en Fédérale 3. Elle remonte immédiatement en Fédérale 2.
À l'issue de la saison 2015-2016, l'US Tours est encore rétrogradé en Fédérale 3 pour des raisons financières, malgré une belle saison se terminant par une place de troisième de poule derrière Nantes et Suresnes, et une qualification pour les phases finales du championnat de France dont elle sera éliminée par Montluçon en 32e de finale.

#### Saison 2016-2017: le renouveau, Tours est vice-champion de France
L'assemblée générale de fin d'année voit l'émergence d'une nouvelle équipe dirigeante avec à sa tête un nouveau président : Benoît Sebillet , qui cristallise l'ambition de renouveau du club, aidé en cela par de nombreux anciens, une forte participation de bénévoles ainsi qu'une équipe de joueurs restés fidèles et pour nombre d'entre eux issus du club, ayant pour résultat un redressement fort de la situation financière en fin de saison 2016-2017.
Sur le plan sportif, cette saison sera couronnée par une place de premier de la poule 3 en saison régulière avec une seule défaite et un jeu proposé très attrayant salué par nombre d'observateurs, qui débouchera sur une qualification pour la phase finale du championnat de France, durant laquelle après un parcours quasiment sans faute, l'équipe sera défaite en finale par le CA Périgueux Dordogne, devenant vice-championne de France. Cette saison terminée, l' US Tours se voit logiquement maintenue en Fédérale 3 par la DNACG en raison d'une situation financière encore précaire, bien qu'en nette amélioration.

#### Saison 2017-2018
Le club termine second de la poule 7 (3e division fédérale 2017-2018) avec trois défaites seulement , derrière l'impressionnante équipe du PAC rugby de Plouzané. Qualifiée pour la phase finale, l'UST est sèchement battue en 32e par Floirac au match aller (42/15) mais sauve l'honneur au match retour (29/22) en étant malgré tout éliminée.
L' équipe d'excellence B (réserve) connait un parcours similaire en poule ainsi qu'en phase finale (défaite 17-34 contre l'Association sportive Mérignac rugby en 32e).
La saison terminée, et après avoir finalement remboursé ses dettes au terme de ces deux années dont une de purgatoire, l'UST continue sa reconstruction bien entamée en lançant une opération de recrutement afin de se renforcer et viser la Fédérale 2 l'année suivante.

#### Saison 2018-2019
L'année 2018 voit le club fêter ses cent vingt ans, ce qui donne lieu à des festivités, expositions et la parution d'un livre retraçant l'histoire du club de 1898 à nos jours.
Le club évolue dans la poule 7 de fédérale 3. Au terme de la saison, le club termine à la sixième place de la poule.

#### Saison 2019-2020
Lors de cette saison terminée prématurément en raison de la pandémie de Covid-19, l'équipe est classée quatrième de la poule 8 au moment de l'interruption du championnat.

#### Saison 2020-2021: fin prématurée et promotion sur dossier en Fédérale 2
Une nouvelle fois, le championnat est arrêté avant terme en raison de la pandémie de Covid-19 et des consignes sanitaires mises en place par le gouvernement. En février 2021, la FFR décide « l’arrêt des compétitions de rugby amateur dans leur format officiel » et fige les montées ainsi que les descentes pour tous les niveaux. L'UST, qui était leader de sa poule avant l'arrêt du championnat, est finalement promue en Fédérale 2 sur dossier, bénéficiant de désistements et de rétrogradations administratives d'autres clubs.

#### Saison2021-2022
Pour sa remontée en Fédérale 2, les Orange et Bleu, entraînés par Pascal Sassi (à la suite du départ de Franck Cohen en février 2021) et Sébastien Velez, parviennent à se maintenir en terminant huitièmes de leur poule.

#### Saison2022-2023
Après les départs de Pascal Sassi et Sébastien Velez, c'est finalement Thibault Dubarry, champion de France avec le Racing 92 en 2016 et ancien joueur de l'UST entre 2020 et 2022 qui prend le relais en devenant entraîneur principal de l'équipe, accompagné d'Alain Jamain. Placés dans la poule 7, les Tourangeaux réalisent une très belle saison en terminant deuxième du classement, juste derrière le CA Lormont. Qualifiée pour la phase finale, l'US Tours est éliminé dès les 16es de finale en s'inclinant face à Aramits sur la double confrontation (32-45 au total).

#### Saison2023-2024
Placés de nouveau dans la poule 7 de Fédérale 2, l'US Tours réalise une belle saison avec une troisième place au classement. Qualifiés pour la phase finale, les Tourangeaux battent en barrages Antony (victoire 29 à 19) puis Saint-Malo en seizièmes de finale (38-35 sur les deux confrontations). En huitièmes de finale, les Orange et Bleu retrouvent Gujan-Mestras, qui avait terminé en tête de la poule 7. Après avoir été battu à domicile 31 à 20, Tours s'incline lourdement 46 à 12 au match retour.

#### Saison2024-2025: 14 ans après, la remontée en Fédérale 1
Pour la saison 2024-2025, Thibault Dubarry est remplacé par Bertrand Guilloux, ancien joueur de Montpellier et d'Oyonnax. L'objectif annoncé est la montée en Fédérale 1 à la fin de la saison. L'UST termine leader de la poule 8 avec un bilan presque parfait : 19 victoires, un nul et seulement deux défaites. Qualifié directement pour les seizièmes de finale, Tours se défait facilement du SC Le Rheu et retrouve le Plaisir RC en huitièmes. Après une victoire hors de ses bases 37 à 26, les hommes de Bertrand Guilloux s'offrent un large succès lors du match retour 62 à 22. Une victoire synonyme de retour en Fédérale 1, un niveau que l'US Tours n'avait plus connu depuis la saison 2010-2011. En quart de finale, les Orange et Bleu s'imposent 50 à 25 contre l'US Bergerac avant de s'incliner au tour suivant contre Cahors sur le score de 21 à 18. 

## Identité visuelle

### Logo

Évolution du logo
Logo anniversaire fêtant les 100 ans de la création du club en 1898
Logo de l'US Tours en 2011
Logo actuel

## Palmarès

### Détail du palmarès
- Finaliste Cadets B : 1991
- Champion de France de Nationale 2 (actuelle Fédérale 2 ; D4) : 1997
- Challenge de l'Espoir : 1997
- Champion de France de Promotion nationale (actuelle Fédérale 1 ; D3 bis) : 2001
- Challenge de l'Essor : 2001
- Champion de France cadets à 7 : 2008
- Finaliste de Fédérale 3 en 2017

### Finales disputées
| Compétition         | Date de la finale | Vainqueur    | Score   | Finaliste   | Stade                                | Spectateurs |
| ------------------- | ----------------- | ------------ | ------- | ----------- | ------------------------------------ | ----------- |
| 2e division         | 08/06/1997        | US Tours     | 26 - 20 | USA Limoges | Stade Paul-Rébeilleau, Poitiers      | -           |
| Promotion nationale | 17/06/2001        | US Tours     | 18 - 12 | SC Albi     | Stade Chanzy, Angoulême              | -           |
| Fédérale 3          | 25/06/2017        | CA Périgueux | 46 - 6  | US Tours    | Stade municipal, Saint-Jean-d'Angély | 2 000       |

| Compétition        | Date de la finale | Vainqueur | Score | Finalistes | Stade | Spectateurs |
| ------------------ | ----------------- | --------- | ----- | ---------- | ----- | ----------- |
| Coupe du Printemps | 1909              | US Tours  | -     | -          | -     | -           |

| Compétition           | Date de la finale | Vainqueur  | Score   | Finaliste            | Stade | Spectateurs |
| --------------------- | ----------------- | ---------- | ------- | -------------------- | ----- | ----------- |
| Cadets Teulière       | 1991              | AS Béziers | 18 - 8  | US Tours             | -     | -           |
| Challenge de l'Amitié | 1996              | SC Tulle   | 39 - 12 | US Tours             | -     | -           |
| Challenge de l'Amitié | 1997              | US Tours   | 29 - 8  | SO Ugine Albertville | -     | -           |

## Infrastructures
Avant qu'ils ne s'installent à Tonnellé, les Orange et Bleu jouaient sur l'île Aucard puis vers la ville de Joué-les-Tours. C'est en 1924 que le stade Tonnellé est inauguré sous le nom de stade Rolland-Pilain, du nom de la firme automobile tourangelle partenaire à l'époque du club. En 1931, le stade est renommé stade Timbror, fabricant de meubles et partenaire de l'UST. Aujourd'hui, le stade porte le nom du boulevard où il est situé à savoir le boulevard Tonnellé (en hommage à l'écrivain tourangeau Alfred Tonnellé). Il dispose d'une capacité de 4000 places.

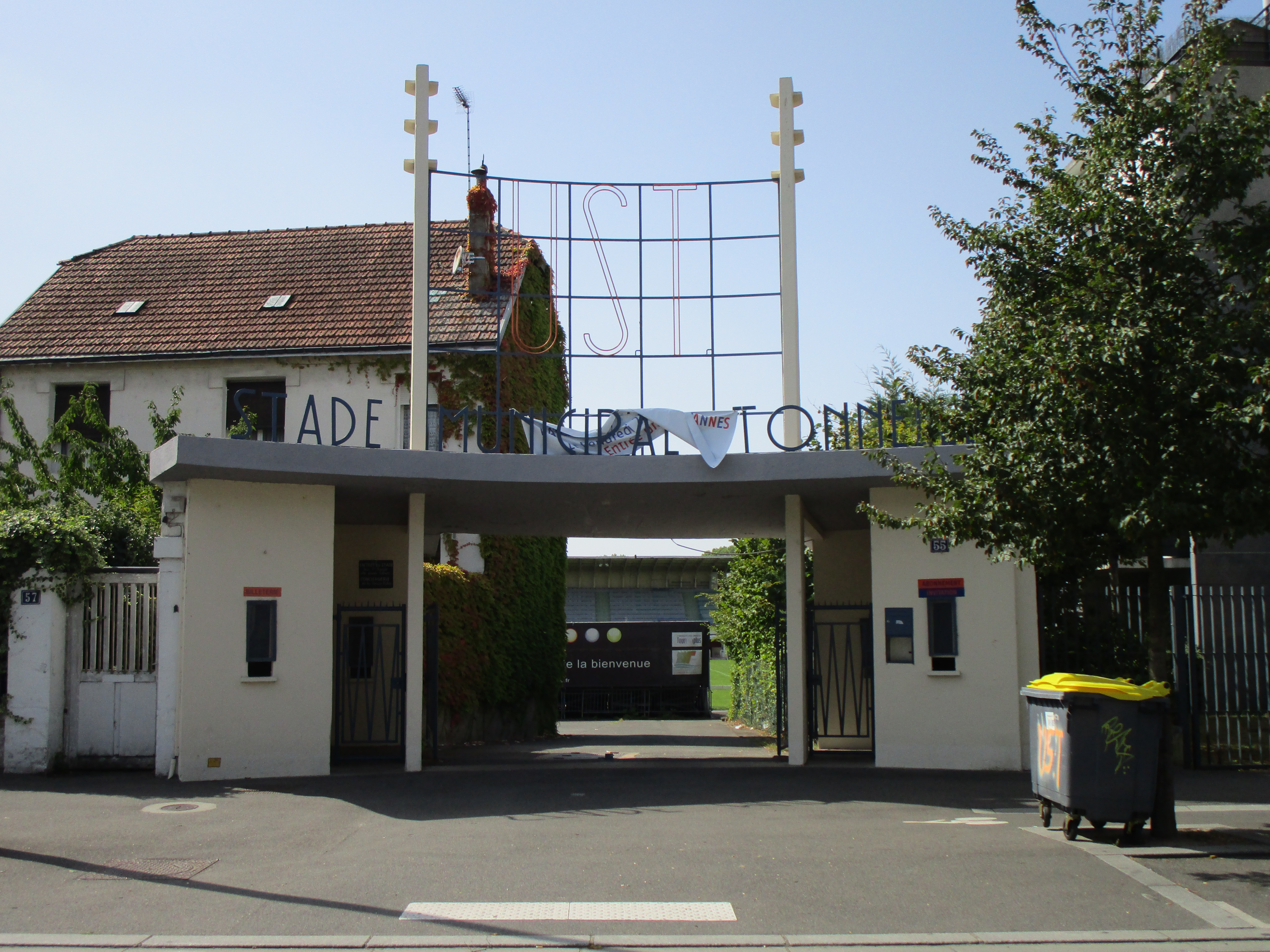
Entrée du stade Tonnellé.
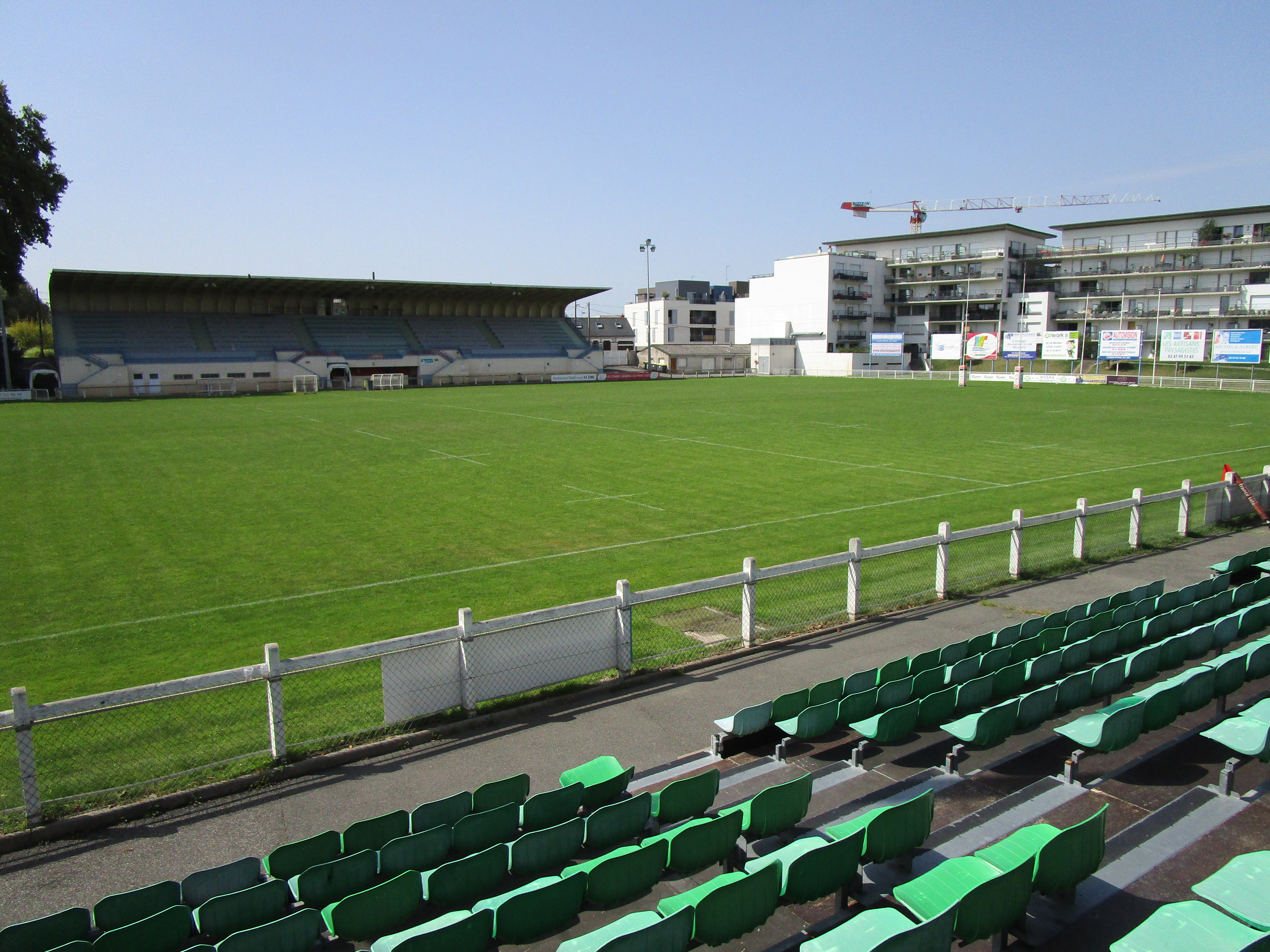
Intérieur du stade Tonnellé avec vue sur la tribune principale.

## Personnalités du club

### Joueurs emblématiques
- Camille Chautemps
- Pierre Chautemps
- Ulrich Chabot, champion avec l'US Tours en 1997
- Murphy Taele
- Steeve Sargos
- David Penalva
- Frano Botica
- Apenisa Naevo
- Derwyn Jones
- Frédéric Laluque
- Arnaud Méla, international A
- Tedo Zibzibadze
- Stéphan Garros
- Howard Hinton
- Xavier Guillemet
- Silvère Tian
- Diego Aguirre
- Yann Labrit
- Nicolas Heckel
- André Joubert
- Rémy Ladauge
- Nicolas Castenet
- Laurent Tavard
- Vlad Harnagea
- Charlie Malié
- Robert Bernos
- Raphaël Lakafia, international
- Pierre-Gilles Lakafia
- Olivier Esterez

### Entraîneurs
- Robert Bernos
- Jean Anturville
- Martial Carriere
- Xavier Guillemet
- 2015-2016 : Romain Huet / Christophe Courtillé (Fédérale 3)
- 2016 à 2019 : Julien Darthevel / Franck Cohen (Fédérale 3) + Mathieu Coulon / Christophe Courtillé (Excellence B)
- 2019 à 2021 :  Franck Cohen / Sébastien Velez (Fédérale 3) + Christophe Courtillé (Excellence B)
- 2021-2022 : Pascal Sassi / Sébastien Velez (Fédérale 2)
- 2022-2024 : Thibault Dubarry / Alain Jamain (Fédérale 2)
- depuis 2024 : Bertrand Guilloux (Fédérale 2)

| Entraîneur(s)                                    | Période     |
| ------------------------------------------------ | ----------- |
| Jacques Gomis                                    | ???? - ???? |
| Michel Crémaschi                                 | ???? - ???? |
| Robert Bernos Stéphan Garros                     | 1995-2000   |
| Jean Anturville                                  | 2000-2005   |
| Martial Carrière Xavier Guillemet Laurent Tavard | ????-2015   |
| Romain Huet Christophe Courtillé (adjoint)       | 2015-2016   |
| Julien Darthevel                                 | 2016-2019   |
| Franck Cohen                                     | 2019-2021   |
| Pascal Sassi                                     | 2021-2022   |
| Thibault Dubarry Alain Jamain (adjoint)          | 2022-2024   |
| Bertrand Guilloux                                | 2024-       |